# Peteinozaur
Peteinozaur (Peteinosaurus zambelli) – bazalny pterozaur. Ten gad latający jest jednym z najwcześniejszych pterozaurów. Jego nazwa oznacza "latający jaszczur" (gr. πετεινος peteinos „zdolny do latania, latający”; σαυρος sauros „jaszczurka”). Został odkryty w północnych Włoszech, żył ok. 222 – 215 mln lat temu. Był owadożerny; miał ostre, piłkowate zęby i miał 40 cm długości, a rozpiętość skrzydeł wynosiła 60 cm. Żył na bagnach i dolinach rzecznych. Peteinozaura odkrył w 1976 roku Rocco Zambelli, natomiast opisał go Rupert Wildl, w 1978 roku.